# José Murilo de Carvalho
José Murilo de Carvalho (Piedade do Rio Grande, Minas Gerais, 8 de septiembre de 1939-13 de agosto de 2023) fue un politólogo e historiador brasileño, miembro desde 2005 de la Academia Brasileira de Letras. Junto con el jurista y profesor Celso Lafer, es el único brasileño en ser miembro de esa Academia y también de la Academia Brasileira de Ciências.

## Biografía
Profesor de la Universidad Federal de Minas Gerais y del IUPERJ por veinte años, es también profesor titular de Historia de Brasil en el Departamento de História do Instituto de Filosofía e Ciências Sociais de la Universidad Federal do Rio de Janeiro.

## Visión de Brasil
"El mito del gran imperio futuro revela un anhelo de grandeza nacional, de tener un status de poder, de reconocimiento internacional, que no está respaldado por los esfuerzos necesarios para hacer realidad ese sueño. El drama de Brasil reside en este contraste entre el sueño y la realidad, deseo y logro. El paraíso es destruido y el imperio no se materializa. Las aspiraciones no se acompañan por las acciones necesarias para ser llevadas a cabo. El pueblo no confía en sus líderes e instituciones, pero no hace nada para hacer responsables a los primeros de las necesidades públicas ni por cambiar a las últimas, tomando así el destino en sus propias manos. Toda la energía y la enorme creatividad de la que son capaces los brasileños está dirigida al ámbito privado, ya sea para disfrutar de la vida o simplemente para sobrevivir. Lo social está desligado de lo político. De aquí el sentimiento de frustración, de decepción por el gobierno y las instituciones y la persistencia de una vaga esperanza de que un eventual mesías podrá, finalmente, traer la solución a todos los problemas"

## Academia Brasileira de Letras
José Murilo de Carvalho es el sexto ocupante de la Silla 5 de la Academia Brasileira de Letras, electo el 11 de marzo de 2004, en la sucesión de Rachel de Queiroz. Fue recibido el 10 de septiembre de 2004 por el académico Affonso Arinos de Mello Franco.

## Obra
- A Escola de Minas de Ouro Preto: o peso da glória. Río de Janeiro: FINEP/Cia Editora Nacional, 1978. 2ª edição, UFMG, 2002.
- A construção da ordem: a elite política imperial. Río de Janeiro: Campus, 1980.
- Os bestializados: o Rio de Janeiro e a República que não foi. São Paulo: Companhia das Letras, 1987. Prêmio melhor livro em ciências sociais de 1987 da ANPOCS.
- Teatro de sombras: a política imperial. São Paulo: Edições Vértice, 1988.
- A formação das almas: o imaginário da República no Brasil. São Paulo: Companhia das Letras, 1990. Prêmio Banorte de Cultura Brasileira. Prêmio Jabuti da Câmara Brasileira do Livro.
- Un théâtre d'ombres: La politique impériale au Brésil. Paris: Maison des Sciences de l’Homme, 1990.
- A monarquia brasileira. Río de Janeiro: Ao Livro Técnico, 1993.
- Desenvolvimiento de la ciudadanía en Brasil. México: Fondo de Cultura Económica, 1995.
- Pontos e bordados. Escritos de História e Política. Editora UFMG.
- Forças Armadas e Política no Brasil. Río de Janeiro: Jorge Zahar Editor, 2005.
- Dom Pedro II, São Paulo: Companhia das Letras, Gilson Prior Micelli, 2007
- Histórias que a Cecília contava, Editora UFMG, 2008.

Escribió también sobre Bernardo Pereira de Vasconcelos y el vizconde de Uruguay Paulino José Soares de Sousa (1807 - 1866),  líder del Partido Conservador en las décadas de 1840 y 50.